# Bosquet du Dauphin
Le bosquet du Dauphin est un bosquet des jardins de Versailles.

## Localisation
Le bosquet du Dauphin forme le pendant du bosquet de la Girandole.
Il est délimité à l'Est par l'allée de l'Été, au Sud par le tapis vert dans la grande perspective qui descend du château vers le Grand Canal, au Nord par l'allée de Cérès-et-de-Flore, et à l'Ouest par l'allée du Printemps.
Il est donc situé entre le parterre de Latone et le bosquet des Bains-d'Apollon à l'Est, le bosquet des Dômes à l'Ouest, le bosquet de l'Étoile.
Aux angles Nord-Est et Nord-Ouest se trouvent respectivement le bassin de Cérès et le bassin de Flore.

## Décoration
Les salles de verdure sont agrémentées des termes de marbre blanc sculptés pour le château de Vaux-le-Vicomte d'après Nicolas Poussin et rachetés par Louis XIV aux héritiers de Nicolas Fouquet.
On trouve ainsi représentés dans quatre salles de verdures : 
- Morphée au Nord,
- Flore (par Lacroix) et L'Abondance au Nord-Est,
- un Faune, La Libéralité et Pan à l'Est,
- Cérès (par Jean-Baptiste Théodon) au Sud.

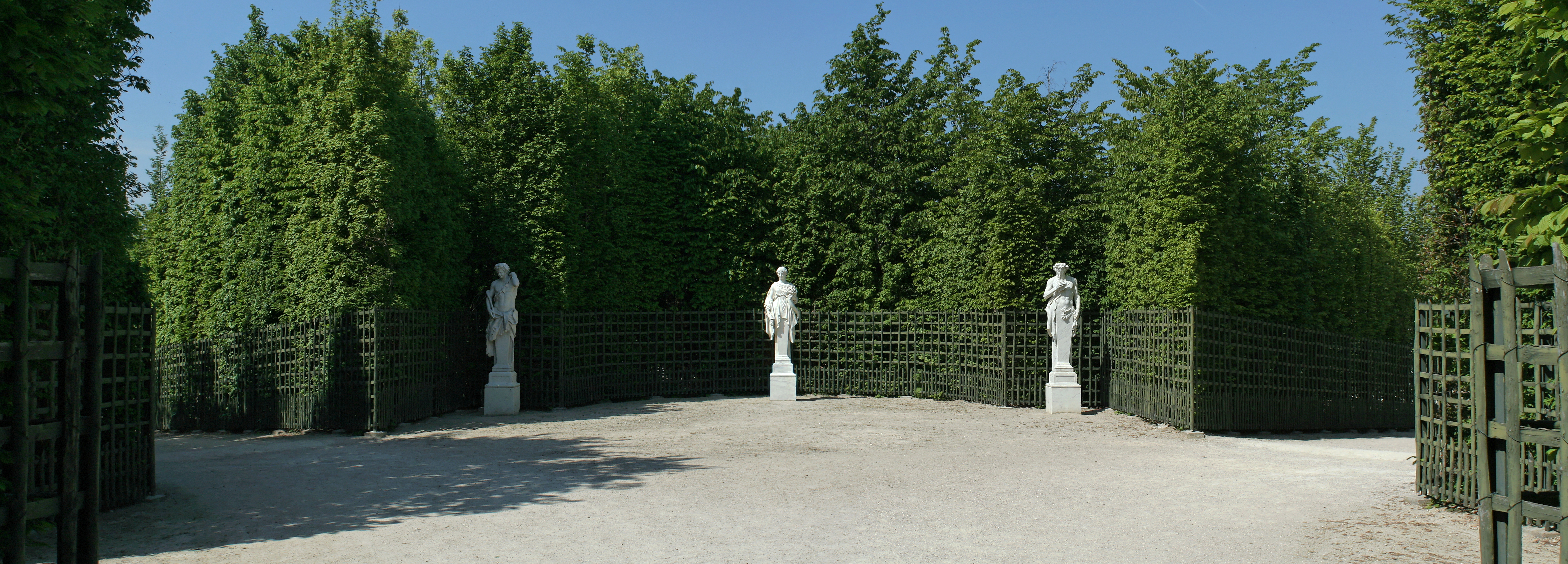
Salle de verdure Est, avec un Faune, La Libéralité et Pan.

Au centre du bosquet se situe le bassin du Dauphin, dont le centre est occupé par une statue de dauphin crachant de l'eau par la gueule, c'est de cette statue que le bassin tire son nom. La statue actuellement en place a été réalisée en 2001 par Anne Nicole et placée dans le bassin en 2004.

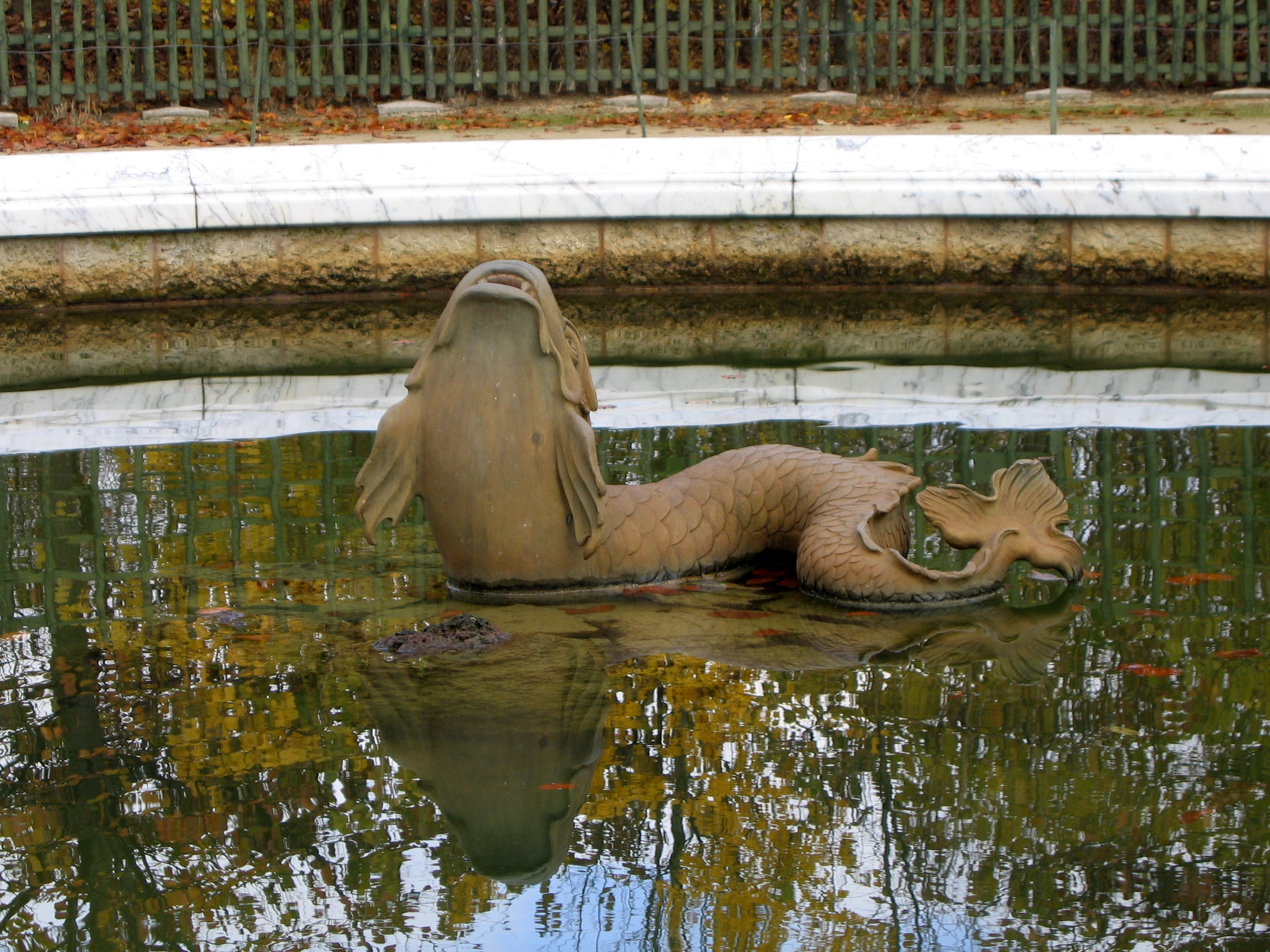
Dauphin du bassin
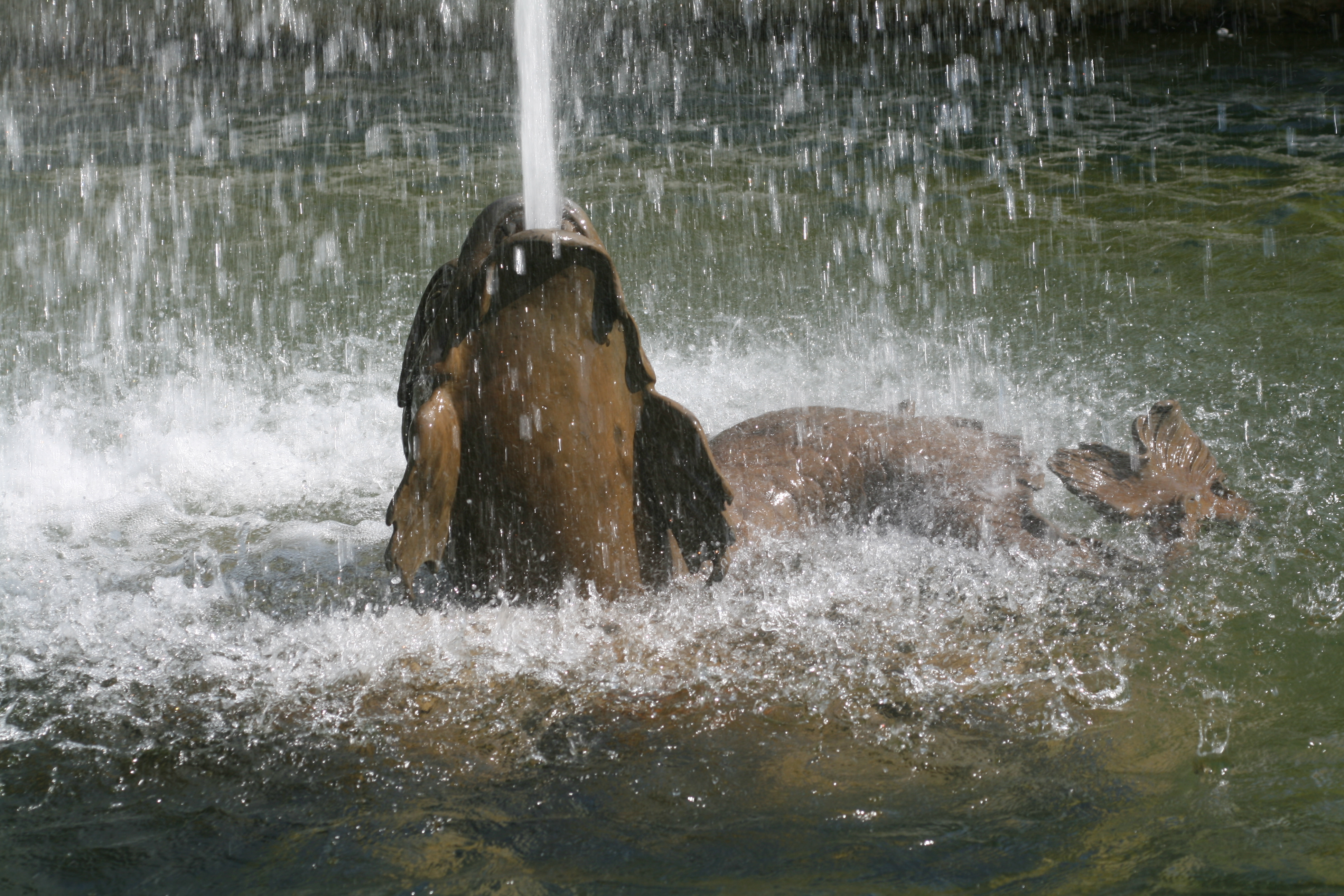
Dauphin du bassin, pendant les grandes eaux

## Histoire
Le bosquet du Dauphin est l'un des deux premiers bosquets créés à Versailles par André Le Nôtre entre 1661 et 1663. 